# Čaroit
Čaroit je poldragi kamen, ki naj bi pomagal obujati čustva, njegova lila barva pa vpliva 4. čakro in pomirja agresijo. Ker podarja ljubezen in omogoča prijateljski medsebojni odnos, naj bi bil primeren  pri partnerskih problemih. Uporablja se ga tudi za prebuditev intenzivnih čustev in kot zaščito pred osamljenosjo.
Telesno učinki: pomagal naj bi pri obolenjih ledvic, problemih s pljuči, bronhitisu, astmi in kožnimi obolenji in problemih z jetri, pri odstranjevanju krčev, lajša bolečine in pomirja živčni vegetativni sistem in odpravlja motnje delovanja srca.